# Bratton, Shropshire
Bratton är en ort i kommunen Telford and Wrekin, Storbritannien. Den ligger i grevskapet Shropshire och riksdelen England, i den södra delen av landet, 210 km nordväst om huvudstaden London. Bratton ligger 66 meter över havet och antalet invånare är 230.